# Vacunación contra la COVID-19 en España
La vacunación contra la COVID-19 en España es la estrategia nacional de vacunación iniciada el 27 de diciembre de 2020 para vacunar contra la COVID-19 a la población del país, en el marco de un esfuerzo mundial para combatir la pandemia de COVID-19.
La campaña de vacunación comenzó en España el 27 de diciembre de 2020. A fecha de 1 de marzo de 2022, el Gobierno de España había distribuido 68 658 507 dosis de la vacuna de Pfizer-BioNTech (incluyendo cinco millones de la vacuna pediátrica), 18 227 130 dosis de la vacuna de Moderna, 9 009 780 dosis de la vacuna de AstraZeneca-Oxford y 2 113 650 dosis de la vacuna de Janssen, sumando un total de 98 009 067 dosis, de las cuales se habían administrado 92 679 676 (94,6%). Esto permitió que, en la misma fecha, estuvieran vacunados con pauta completa más de 38 millones de personas mayores de 12 años y algo más de 600.000 menores de esa edad (casi 2 millones con una dosis). A pesar del lento inicio, el 20 de abril se consiguió invertir el ritmo de las curvas de contagios y vacunados con la doble dosis, siendo ésta superior al de contagios desde el inicio de la pandemia. Actualmente, los avances en vacunación son mínimos debido a que la población diana, es decir, aquella susceptible de vacunación, ya está vacunada en su mayor parte.
España destaca a nivel internacional por la proporción de  personas que están a favor de la vacuna (alrededor de un 94% de los que pueden hacerlo se han vacunado o quieren hacerlo) así como por la proporción de personas que ya la han recibido: a fecha 24 de enero de 2022 es uno de los 20 países del mundo con mayor tanto por ciento de vacunados (más del 80% de la población ya tiene la pauta completa).
A fecha 24 de enero de 2022, más de 14 millones de personas se habían puesto la llamada "dosis de refuerzo" (destinada a mayores de 18 años).
A principios de diciembre de 2021 la Comisión de Salud Pública, (formada por técnicos del Ministerio de Sanidad y de las comunidades autónomas), aprobó la vacuna infantil para niños y niñas entre 5 y 11 años.  Las vacunaciones de este grupo etario (que consta de más de 3 millones) comenzaron a mediados de ese mismo mes. A fecha 24 de enero de 2022 1.740.737 niños y niñas habían sido vacunados.

## Estrategia nacional de vacunación contra la COVID-19
Desde antes de la llegada de las primeras dosis, España comenzó a desarrollar una estrategia nacional de vacunación. El 22 de noviembre de 2020, al término de una reunión del G-20, el presidente del Gobierno Pedro Sánchez Pérez-Castejón afirmó que España iba a ser, junto a Alemania, el primer país de la Unión Europea en desarrollar una estrategia de este tipo. Además, afirmó que sería "única" para todo el país, es decir, común a las 19 autonomías. En la actualidad, se encuentra vigente la sexta actualización de esta estrategia.

### Grupo de Trabajo Técnico de Vacunación COVID-19, de la Ponencia de Programa y Registro de Vacunaciones
La estrategia ha sido elaborada por un grupo de trabajo formado como expertos, provenientes del Ministerio de Sanidad, el Consejo Interterritorial del Sistema Nacional de Salud (las autonomías), las asociaciones profesionales, las sociedades médicas, el Comité de Bioética de España y otros expertos de instituciones públicas, además de la propia Administración General del Estado. Concretamente, en la actualidad está vigente la sexta actualización de esta estrategia. Según se indica en la misma, los responsables de su diseño han sido:
- Por parte del Área de Programas de Vacunación de la Subdirección General de Promoción, Prevención y Calidad de la Dirección General de Salud Pública del Ministerio de Sanidad: Aurora Limia Sánchez, Carmen Olmedo Lucerón, Laura Sánchez-Cambronero Cejudo, Sonia Fernández Conde, Elena Cantero Gudino (de la empresa pública Tragsatec) y José Antonio Navarro Alonso (consultor honorario permanente)
- Miembros de la Ponencia de Programa y Registro de Vacunaciones, en representación de las autonomías: David Moreno Pérez (Andalucía), Amós José García Rojas (Canarias, quien es además presidente de la Asociación Española de Vacunología), José Antonio Lluch Rodrigo (Comunidad Valenciana), Eliseo Pastor Villalba (Comunidad Valenciana), José Antonio Taboada Rodríguez (Galicia), María Dolores Lasheras Carbajo (Madrid), Jaime Jesús Pérez Martín (Murcia) y José María Arteagoitia Axpe (País Vasco)
- Asociaciones de Profesionales y Sociedades Científicas: José Javier Gómez Marco (Sociedad Española de Medicina de Familia y Comunitaria, SEMFYC), Inmaculada Cuesta Esteve (Asociación Nacional de Enfermería y Vacunas, ANENVAC) y María Fernández Prada (Asociación Española de Vacunología, AEV)
- Comité de Bioética de España: Federico de Montalvo Jaaskelainen y Vicente Bellver Capella
- Opinión Pública y Sociología: Josep Lobera Serrano (de la Universidad Autónoma de Madrid, UAM)
- Metodología de la investigación sobre evaluación de los programas de vacunación: Javier Díez Domingo (de la Fundación para el Fomento de la Investigación Sanitaria y Biomédica de la Comunidad Valenciana, FISABIO)
- Expertos de la Administración General del Estado:
  - del Centro de Coordinación de Alertas y Emergencias Sanitarias del Ministerio de Sanidad: María José Sierra Moros y Susana Monge Corella
  - de la Agencia Española de Medicamentos y Productos Sanitarios del Ministerio de Sanidad:
    - de la División de Productos Biológicos, Terapias Avanzadas y Biotecnología: Agustín Portela Moreira y Alicia Pérez González
    - de la División de Farmacoepidemiología y Farmacovigilancia: Dolores Montero Corominas y Edurne Lázaro Bengoa

  - del Centro Nacional de Epidemiología del Instituto de Salud Carlos III del Ministerio de Ciencia e Innovación: Amparo Larrauri Cámara
  - del área de Salud Laboral de la Dirección General de Salud Pública del Ministerio de Sanidad: Montserrat García Gómez

Además, en la investigación acerca de las "condiciones de riesgo" participan:
1. Sociedad Española de Hematología y Hemoterapia (SEHH)
2. Sociedad Española de Trasplante (SET)
3. Sociedad Española de Nefrología (S.E.N.)
4. Sociedad Española de Neumología y Cirugía Torácica (SEPAR)
5. Sociedad Española de Cardiología (SEC)
6. Sociedad Española de Patología Digestiva (SEPD)
7. Sociedad Española de Oncología Médica (SEOM)
8. Sociedad Española de Reumatología (SER)
9. Sociedad Española de Inmunología (SEI)
10. Sociedad Española de Medicina Preventiva, Salud Pública e Higiene (SEMPSPH)
11. Sociedad Española de Neurología (SEN)
12. Sociedad Española de Farmacología Clínica (SEFC)
13. Sociedad Española de Enfermedades Infecciosas y Microbiología Clínica (SEIMC)
14. Sociedad Española de Medicina de Familia y Comunitaria (SEMFyC)
15. Sociedad Española de Médicos de Atención Primaria (SEMERGEN)
16. Sociedad Española de Médicos Generales y de Familia (SEMG)
17. Asociación Española de Pediatría (AEP)
18. Sociedad Española de Endocrinología y Nutrición (SEEN)
19. Sociedad Española de Oncología Radioterápica (SEOR)
20. Sociedad Española de Psiquiatría (SEP)
21. Instituciones coordinadas desde el Plan Nacional sobre el SIDA, que incluyen:
  - Grupo de Estudio SIDA-SEIMC (GeSIDA)
  - Sociedad Española Interdisciplinaria del SIDA (SEISIDA)
  - Sociedad Española de Farmacia Hospitalaria (SEFH)
  - Coordinadora Estatal de ONGs (CESIDA)

### Grupos de población a vacunar
En la ya citada sexta actualización de la Estrategia de vacunación frente a la COVID-19 se definen, como ya se hacía en las anteriores estrategias, los grupos de población a vacunar. El orden de los mismos no es rigurosamente el orden de prioridad, máxime una vez que cada marca de vacuna se destina a diferentes colectivos y edades (como ha pasado en algunos momentos de la campaña). Concretamente los grupos son:
| Grupo | Subgrupo | Descripción | Vacuna | Estado de la vacunación |
| ----- | -------- | --- | --- | --- |
| 1     | 1        | Residentes y personal sanitario y sociosanitario que trabaja en centros de mayores y de atención a grandes dependientes | Nuevas incorporaciones: la disponible, respetando limitaciones de edad (de AstraZeneca)                                                                             | Cobertura total |
| 2     | 2        | Personal de primera línea en el ámbito sanitario: - Unidades, consultas o circuitos COVID-19 - Puertas de entrada de pacientes agudos a los servicios de salud (admisión de urgencias, emergencias, atención primaria, prevención de riesgos laborales, instituciones penitenciarias, otras especialidades que reciban agudos) - Personal de unidades móviles de atención directa a pacientes COVID-19 - Transporte sanitario urgente - Servicios de cuidados intensivos o asimilados - Servicios de cuidado no intensivo donde puedan generarse aerosoles - Servicios y unidades con pacientes de alto riesgo (oncología, hematología, etc.) - Servicios centrales donde se toman y manipulan muestras viables del SARS-CoV-2 - Personal de salud pública, en función del riesgo de exposición - Personal de los equipos de vacunación Personal de primera línea en el ámbito sociosanitario: - Personal de otros centros de mayores y de riesgo no incluidos en el grupo 1 (que es solo de residencias)       | La disponible, respetando limitaciones de edad (de AstraZeneca) | Cobertura total |
| 3     | A        | Otro personal sanitario: - Personal del ámbito hospitalario y de atención primaria no considerado de primera línea (excluido del grupo 2) - Personal de odontología, higiene dental y aquellos que atiendan habitualmente pacientes sin mascarilla por más de 15 minutos | La disponible, respetando limitaciones de edad (de AstraZeneca) | Cobertura total (si bien las nuevas incorporaciones de personal se aplazan hasta vacunar a todos los mayores de 60 años)          |
| 3     | B        | Otro personal sanitario, sociosanitario y de prisiones: - Personal de salud pública implicado en la gestión directa de la pandemia no vacunado en el grupo 2 - Personal sanitario y sociosanitario no vacunado anteriormente. Incluye servicios de inspección sanitaria, medicina legal y forense, consultas médicas privadas, servicios de ayuda a domicilio, centros de menores y centros de día o equivalentes - Estudiantes sanitarios que realicen prácticas clínicas - Los siguientes colectivos de personal sanitario: fisioterapeutas, terapeutas ocupacionales, personal de oficinas de farmacia, protésicos dentales, logopedas y personal de psicología clínica - Trabajadores de instituciones penitenciarias | La disponible, respetando limitaciones de edad (de AstraZeneca) | Cobertura total (si bien las nuevas incorporaciones de personal se aplazan hasta vacunar a todos los mayores de 60 años)          |
| 3     | C        | Resto de personal sanitario y sociosanitario no vacunado anteriormente | La disponible, respetando limitaciones de edad (de AstraZeneca) | Cobertura total (si bien las nuevas incorporaciones de personal se aplazan hasta vacunar a todos los mayores de 60 años)          |
| 4     | 4        | Personas consideradas como grandes dependientes (que tengan grado III de dependencia, lo hayan solicitado o esté medicamente acreditado una situación asimilable), así como sus cuidadores profesionales domiciliarios (si no han sido ya vacunados) | La disponible, respetando las limitaciones de edad (de AstraZeneca)                                                                                                 | Cobertura total |
| 5     | A        | Personas de 80 y más años de edad (nacidas en 1941 y antes) | Pfizer o Moderna | Cobertura total de primeras dosis, en desarrollo las segundas                                                                     |
| 5     | B        | Personas entre 70 y 79 años de edad (nacidas entre 1942 y 1951) | Pfizer o Moderna | En desarrollo (más de dos tercios en primeras dosis)                                                                              |
| 5     | C        | Personas entre 66 y 69 años de edad (nacidas entre 1952 y 1955) | AstraZeneca, aunque pueden recibir cualquier otra en función de la disponibilidad                                                                                   | En inicio |
| 6     | A        | Fuerzas y Cuerpos de Seguridad, Emergencias y Fuerzas Armadas, incluyendo Guardia Civil, Policía Nacional, Policías Autonómicas y Locales, Bomberos, técnicos de las FCSE, profesionales de Protección Civil y de Emergencias y Fuerzas Armadas | La disponible, respetando la limitación de edad de AstraZeneca. Los ya vacunados menores de 60 están pendientes de qué sucederá con su segunda dosis de AstraZeneca | Cobertura considerable. Interrumpida por nuevas limitaciones de edad de AstraZeneca y dada la prioridad de los mayores de 60 años |
| 6     | B        | Docentes y personal de educación infantil (0-6 años) y especial, incluyendo guarderías | La disponible, respetando la limitación de edad de AstraZeneca. Los ya vacunados menores de 60 están pendientes de qué sucederá con su segunda dosis de AstraZeneca | Cobertura considerable. Interrumpida por nuevas limitaciones de edad de AstraZeneca y dada la prioridad de los mayores de 60 años |
| 6     | C        | Docentes y personal de educación primaria y secundaria | La disponible, respetando la limitación de edad de AstraZeneca. Los ya vacunados menores de 60 están pendientes de qué sucederá con su segunda dosis de AstraZeneca | Cobertura considerable. Interrumpida por nuevas limitaciones de edad de AstraZeneca y dada la prioridad de los mayores de 60 años |
| 7     | 7        | Personas con condiciones de muy alto riesgo. Son las siguientes: - Trasplante de progenitores hematopoyéticos en los 2 últimos años. Si son mayores de 50 (edad) o índice de Karnofsky mayor de 80%, sin importar años - Trasplante de órgano sólido y en lista de espera del mismo (pulmonar, renal y pancreático, cardíaco, hepático, intestinal) - Tratamiento sustitutivo renal (hemodiálisis y diálisis peritoneal) - Enfermedad oncohematológica en los últimos 5 años. Si es no controlada y/o ECOG 3-4 y/o neutropenia severa, sin importar el tiempo desde el diagnóstico - Cáncer de órgano sólido en tratamiento con quimioterapia citotóxica, metastásico o con radioterapia por tumores de localización torácica con riesgo de neumonitis - Inmunodeficiencias primarias (todas, salvo el déficit de IgA y el defecto de formación de anticuerpos) - Infección con VIH y con menos de 200cel/ml (analítica de los últimos 6 meses) - Síndrome de Down con 40 años o más (nacidos a partir de 1981) | Preferentemente Pfizer o Moderna | En desarrollo (paralelo al grupo 5B)                                                                                              |
| 8     | 8        | Personas entre 60 y 65 años de edad (nacidas entre 1956 y 1961) | AstraZeneca | En desarrollo |
| 9     | 9        | Personas entre 50 y 59 años de edad (nacidas entre 1962 y 1971) | Por determinar | En desarrollo |

## Etapas y desarrollo de la campaña de vacunación
Según el Gobierno de España, la campaña de vacunación, que se está llevando a cabo de forma voluntaria, se viene realizando siguiendo cuatro etapas, formadas a su vez por grupos poblacionales definidos en la Estrategia nacional de vacunación contra la COVID-19:
| Estrategia de vacunación frente a COVID-19 en España | Estrategia de vacunación frente a COVID-19 en España | Estrategia de vacunación frente a COVID-19 en España | Estrategia de vacunación frente a COVID-19 en España | Estrategia de vacunación frente a COVID-19 en España |
| Etapa                                                | Etapa 0                                              | Etapa 1 | Etapa 2 | Etapa 3 |
| ---------------------------------------------------- | ---------------------------------------------------- | --- | --- | --- |
| Denominación                                         | Desarrollo, autorización y evaluación                | Primeras dosis disponibles | Más dosis disponibles | Vacuna ampliamente disponible |
| Grupo poblacional                                    | Desarrollo, autorización y evaluación                | Grupos prioritarios: - Residentes y personal en centros de mayores y de atención a grandes dependientes - Personal sanitario y sociosanitario de primera línea - Otro personal sanitario y sociosanitario - Grandes dependientes no institucionalizados | Otros grupos prioritarios: - Mayores de 80 - Personas entre 70 y 79 y personas con condiciones de muy alto riesgo - Personas entre 60 y 65 - Personas entre 66 y 69 - Otro personal sanitario y sociosanitario - Trabajadores con una función social esencial - Personas entre 50 y 59 | Resto de grupos prioritarios: - Personas entre 40 y 49 - Personas entre 30 y 39 - Personas entre 20 y 29 - Personas entre 12 y 19 - Personas entre 5 y 11 |
| Duración                                             | Durante diciembre de 2020                            | Desde diciembre de 2020 hasta febrero de 2021 | Desde febrero de 2021 hasta junio de 2021 | Desde junio de 2021 — en curso |
| Estado                                               | Concluida                                            | Concluida | Concluida | En curso |

### Etapa 0
Prácticamente desde el inicio de la pandemia, y especialmente desde su llegada al país, las autoridades españolas hablaron de la vacuna contra la COVID-19 como una de las dos posibles soluciones (junto a un tratamiento efectivo de la enfermedad) para acabar con la misma. El 20 de marzo de 2020, el ministro de Ciencia e Innovación, Pedro Duque Duque, en compañía del ministro de Sanidad, Salvador Illa Roca, anunció que se había aprobado un decreto-ley (el Real Decreto-ley 8/2020), mediante el cual el Gobierno aportaba 30 millones de euros para el desarrollo de una vacuna española, que había empezado a estudiarse desde la aparición de la enfermedad en enero y para la que ya se habían dotado recursos en febrero de ese año. Asimismo, anunció una partida adicional de 24 millones de euros llevada a cabo por el Instituto de Salud Carlos III para investigaciones urgentes de alto nivel desarrolladas con el nuevo coronavirus. También afirmó que España estaba preparada para la investigación, el desarrollo y la producción de la vacuna. Sustentó sus afirmaciones en el, a su juicio, avanzado ecosistema científico de investigación a nivel nacional, y concretamente citó las siguientes instituciones como clave en la lucha científica contra el COVID-19, en lo referente a vacunas, tests y remedios: el Centro Nacional de Biotecnología (CNB), el Instituto Catalán de Nanociencia y Nanotecnología (ICN2), el Centro Nacional de Microelectrónica-IMB, la Universidad Politécnica de Madrid y su Hospital Clínico (San Carlos) y los 47 laboratorios del Consejo Superior de Investigaciones Científicas (CSIC) y los de 27 universidades con disponibilidad de diagnosticar y estudiar al SARS-CoV-2 y otros patógenos. En resumen, el ministro informó y agradeció el "grandísimo esfuerzo" llevado a cabo por los científicos españoles y prometió a la sociedad que "la vacuna llegará y estará a disposición de los españoles".
En los siguientes meses, las nuevas investigaciones fueron avanzando. En España se iniciaron diferentes proyectos de investigación acerca de la cura del COVID-19, muchos de ellos en colaboración con instituciones extranjeras. El primero de ellos fue anunciado por el ministro Illa Roca ante la Comisión de Sanidad y Consumo del Congreso de los Diputados el 8 de abril, que se desarrolló en 62 hospitales de 13 autonomías de la mano de 4.000 trabajadores y con la colaboración del Plan Nacional sobre el SIDA y la Agencia Española de Medicamentos y Productos Sanitarios (AEMPS). En el extranjero, múltiples empresas farmacéuticas y gobiernos se pusieron manos a la obra en la búsqueda de la vacuna. Pasados tan solo unos meses, empezaron a anunciarse diferentes avances por todo el mundo. Las primeras en entrar en lo que se denominó la "carrera de las vacunas" fueron principalmente la chino-canadiense Convidecia (CanSino), la estadounidense Moderna, la británica de AstraZeneca-Oxford, la germano-estadounidense de Pfizer-BioNTech, las chinas CoronaVac (SinoVac) y SinoPharm, la rusa Sputnik V y la belga-estadounidense de Janssen (Johnson & Johnson).
Ante la proliferación de ensayos de vacunas, la Unión Europea propuso en junio de 2020 una compra centralizada, algo que ya se había hecho con otros productos sanitarios. La comisaría de Salud y Seguridad Alimentaria, Stella Kyriakides, informó de que estaban manteniendo conversaciones con diferentes laboratorios a fin de llegar a acuerdos previos al final de los procesos de investigación, con el objetivo de asegurarse una cobertura suficiente para toda la Unión. Asimismo, afirmó que ningún estado miembro había puesto objeciones a la idea y que contaban con un presupuesto inicial de 2.400 millones de euros para consolidar una política sanitaria común, luchar contra nuevas olas de la pandemia e iniciar la "reindustrialización farmacéutica" de la Unión. En agosto de 2020, la Unión Europea cerró con AstraZeneca el primer acuerdo de compra de vacunas: un total de 300 millones, con opción a 100 millones más. La técnica de cerrar acuerdos con empresas antes del fin de las investigaciones fue repetida por la Unión con diferentes empresas, hasta la fecha: Pfizer-BioNTech, Moderna, Johnson & Johnson, Sanofi-GSK y CureVac. Además, en la actualidad mantiene conversaciones exploratorias con Novavax y Valneva.
El hecho de que la Unión Europea y los Estados miembros acordaran que la compra de vacunas sería centralizada por la Comisión Europea es clave para comprender el desarrollo de la campaña de vacunación en España, pues el Gobierno central cedió sus competencias y atribuciones a la institución supranacional. Posteriormente, los diferentes problemas y retrasos, así como los éxitos del proceso, tuvieron siempre presente un diagnóstico desde el punto de vista europeo. Además de la compra centralizada, la legislación europea otorga a la Agencia Europea del Medicamento (EMA, por sus siglas en inglés), un papel muy importante en la autorización de vacunas. Esta institución tuvo y sigue teniendo una alta relevancia sanitaria e incluso mediática en todo el proceso de autorización de la vacuna, al igual que la Comisión Europea lo tiene en su compra, negociación y distribución.
Con respecto a cómo quedaron los planes iniciales del Gobierno de España en lo referente al desarrollo de la vacuna española, esta sigue en proceso de desarrollo. Se espera que la denominada como "Ruti" comience los ensayos clínicos en 2021 y que se pueda comercializar por parte de la empresa española Laboratorios Hipra, con 400 millones de vacunas en 2022. Además de la desarrollada por este laboratorio, con sede en Amer (Gerona), y que fue visitado en abril de 2021 por el presidente del Gobierno Pedro Sánchez Pérez-Castejón, hay otros tres proyectos de vacuna española:
- La desarrollada por Isabel Sola Gurpegui y Luis Enjuanes Sánchez, miembros del laboratorio de coronavirus del Centro Nacional de Biotecnología del CSIC. Se trata de una vacuna de ARNm (mRNA), parecida a otras que ya están en el mercado, pero de una complejidad mayor, pues incluye un mecanismo de autorreplicación que busca generar una mayor inmunidad y, a su vez, permite que las dosis sean más pequeñas y, por tanto, se abaraten los costes.
- La desarrollada en el Centro de Investigaciones Biológicas Margarita Salas (CIB) de la mano de Vicente Larraga y Mariano Esteban Rodríguez, que ya ha desarrollado una vacuna contra la leishmaniosis canina. La vacuna podría estar lista antes del final de 2021.
- La desarrollada por Julià Blanco, José Carrillo y otros científicos del instituto de investigación IrsiCaixa, que está especializado en la investigación del VIH/sida. Esta vacuna es de proteína recombinante, denominada "purificada" y se parece a la del tétanos. En ella han participado el Centro Nacional de Supercomputación, el Centro de Investigación en Sanidad Animal IRTA-Cresa y la compañía farmacéutica española Grifols. Además, se financia parcialmente con la campaña solidaria "#YoMeCorono".

No obstante, el proceso de desarrollo de la vacuna española (o, mejor dicho, "vacunas") no ha estado libre de polémicas. La atención mediática y la urgencia de frenar la pandemia han llevado a que se pongan de relieve los fallos estructurales del sistema de investigación español. Concretamente, han sido comentados y criticados por gran parte de la prensa y la sociedad la falta de presupuesto y medios materiales y la precariedad del personal científico. Por ejemplo, Mariano Esteban Rodríguez (76 años), Luis Enjuanes Sánchez (75) y Vicente Larraga (72) están jubilados y es gracias a que continúan trabajando el hecho de que sea posible el desarrollo de sus vacunas, pues gran parte del resto de sus equipos son jóvenes que concatenan contratos temporales y eventuales. Los científicos jubilados cobran su pensión de la Seguridad Social pero no un salario propiamente dicho por la labor que desempeñan. También ha generado polémica que, pese a la elevada edad de parte de los investigadores, que lo hayan solicitado en público y en privado a las instituciones sanitarias, a su número relativamente pequeño y a su contacto directo con el virus, no hayan tenido acceso como grupo prioritario a la campaña de vacunación.

### Etapa 1
La etapa 1 comenzó con la llegada de vacunas a España, concretamente de la desarrollada por Pfizer-BioNTech (la Comirnaty o BNT162b2). Esto sucedió a la vez en todos los países de la Unión Europea, lo que constituyó un hito en la historia del proyecto comunitario. Las primeras dosis, un cargamento simbólico (9.750 dosis) que sirvió de puesta en práctica de todo el proceso, llegó a España el 26 de diciembre de 2020 procedentes de la fábrica que la empresa farmacéutica tiene en Puurs (Bélgica). Tras pasar la noche en el cuartel de la guardia civil de Lerma (Burgos), y bajo numerosas medidas de seguridad, a las 07:29 llegaron al almacén central situado en Guadalajara, desde donde se repartieron a todas las autonomías, pues se decidió que las 19 comunidades y ciudades autónomas de España comenzarían a la vez. La Policía Nacional y la Guardia Civil, en colaboración con la Policía Foral de Navarra, los Mozos de Escuadra y la Ertzaintza, se encargaron del reparto en las autonomías peninsulares. El ejército, mediante aviones y helicópteros pertenecientes al Ejército del Aire y a la Armada, fue el encargado de transportar las vacunas a Baleares, Canarias, Ceuta y Melilla. Este proceso sirvió de ejemplo para los siguientes cargamentos, siendo el segundo de 350.000 vacunas el 30 de diciembre de 2020. Asimismo, durante toda la campaña se ha trabajado el reparto de la misma forma, si bien se han tenido que adaptar los medios técnicos a las temperaturas requeridas por cada vacuna.
Siguiendo los grupos establecidos por el Ministerio de Sanidad y el Consejo Interterritorial de Salud, los primeros grupos a vacunar fueron los residentes de residencias para personas mayores y para personas con discapacidad, sus trabajadores y el personal sanitario de primera línea en la lucha contra el COVID-19. La campaña de vacunación comenzó en la residencia pública "Los Olmos" de Guadalajara, siendo la primera persona vacunada en España la residente Araceli Hidalgo, de 96 años. La segunda persona vacunada fue una trabajadora del centro residencial llamada Mónica Tapias. La vacunación fue retransmitida en directo por televisión. La vacunada afirmó sentirse "muy bien" y dio las gracias a los periodistas de RTVE que cubrían el evento por preguntar. Ese mismo día, se distribuyeron por toda España las primeras vacunas. Todas las autonomías comenzaron la campaña de vacunación ese mismo 27 de diciembre, y en la gran mayoría se decidió que en todas sus provincias, islas o áreas sanitarias comenzaría la vacunación ese mismo día, si bien esta decisión varió en cada comunidad, máxime teniendo en cuenta el reducido número de vacunas de la primera remesa.
Posteriormente, se fueron cubriendo paulatinamente los grupos adscritos a la Etapa 1, no sin complicaciones. La vacuna de Moderna fue autorizada por la Agencia Europea del Medicamento el 6 de enero, y comenzó a inocularse en España el 16 de enero. Desde el principio, hubo entregas retrasadas y parciales por parte de las empresas, lo que hizo que el despegue del proceso de vacunación no fuera tan rápido como se esperaba. Además, generó tensiones en el seno de la Unión Europea y en las relaciones entre esta y algunos países y farmacéuticas, si bien España acató todas las decisiones de la Comisión y la EMA y, al contrario que algunos países, no emprendió ninguna compra ni autorización de vacuna fuera de los cauces comunes y centralizados de la Unión. Esta postura se ha mantenido hasta la fecha.
Con respecto a los objetivos de la fase, estos se fueron cumpliendo paulatinamente:
- El 4 de febrero de 2021, el director del Centro de Coordinación de Alertas y Emergencias Sanitarias del Ministerio de Sanidad, Fernando Simón Soria, anunció que "prácticamente todos" los residentes de centros residenciales de personas mayores y personas con discapacidad, así como el personal sociosanitario que los atiende, estaban vacunados.[38] En la actualidad, hace ya meses que todos los residentes y trabajadores que lo desean están vacunados. Cada semana, el Ministerio actualiza los datos, pues el número de residentes va variando (debido a que se producen altas y bajas), si bien el porcentaje está siempre muy cercano al 100%. Los datos de la actualización del 21 de abril de 2021 indican que han recibido la primera dosis el 98,9% de los residentes y la segunda dosis el 91,5% de los mismos.[39] Los efectos de estos datos ya se están notando, pues la vacunación ha reducido en un 98% las muertes y en un 97% las hospitalizaciones de las personas que viven en estas instalaciones.[40]
- El personal sanitario de primera línea fue vacunado por las autonomías a lo largo del primer trimestre del año 2021, y ahora se da por cubierto al grupo.[41][42]
- Los grandes dependientes no institucionalizados también han sido vacunados por las autonomías a lo largo del primer trimestre, y también se da por superado a este grupo.[41][42]

### Etapa 2
La tercera vacuna en llegar al país fue la de AstraZeneca-Oxford, que fue aprobada por la Agencia Europea del Medicamento (EMA) el 29 de enero de 2021, llegando a España el 6 de febrero de 2021. Con su llegada, se dio paso a la etapa 2 de la campaña de vacunación, cuando todavía no se había culminado la primera. Esto sucedió debido a que la Agencia Europea del Medicamento había autorizado la vacuna en base a unos ensayos clínicos centrados en la franja de 18 a 55 años, y la Comisión de Salud Pública del Consejo Interterritorial decidió no usarla en mayores de 55 años por precaución, reservando así las de mayor efectividad para los mayores. Esto no solo supuso el desarrollo paralelo de las etapas 1 y 2, sino que obligó a reordenar la escala de grupos prioritarios dentro de la propia fase 2. Como no se podía inocular a las personas con más edad, se comenzó con los profesionales sanitarios menores de 55 años (incluyendo dentistas, farmacéuticos y estudiantes universitarios y de formación profesional relacionada con ciencias de la salud) y aquellas profesiones con un valor "esencial" para la sociedad, que básicamente se componían de dos grupos: miembros de las Fuerzas y Cuerpos de Seguridad del Estado y las Fuerzas Armadas; y docentes y personal no docente de los centros educativos, desde educación infantil a educación secundaria, incluyendo regímenes especiales, bachillerato y formación profesional, y excluyendo las universidades.
Una vez completadas las residencias y el personal sanitario de primera línea, las vacunas de Pfizer y Moderna comenzaron a utilizarse para la vacunación general de las personas mayores de 80 años. Esto sucedió en torno a los días 11 a 16 de febrero de 2021 en toda España. Con este proceso se comenzó la vacunación masiva, en el sentido de que eran cohortes enteras de personas de una misma generación siendo vacunadas a la vez. Sin embargo, la disponibilidad de vacunas no era masiva, además de que las características de este colectivo hicieron que el Sistema Nacional de Salud los convocara telefónica e individualmente en los centros de atención primaria (los centros de salud). En todos los casos en los que fuera necesario, se estableció que la vacunación debía ser en el domicilio, como ya se venía haciendo con buena parte de los grandes dependientes no institucionalizados.
Mientras se vacunaba a los grupos anteriormente descritos, la problemática de los retrasos en la entrega de vacunas se acentuó, especialmente con AstraZeneca. La empresa británica ha reducido en diferentes ocasiones el número de vacunas a enviar a la Unión Europea, lo que incluso ha llegado a generar un conflicto diplomático de la Unión con el Reino Unido, pues una parte de las vacunas producidas por esta empresa son trasladadas allí, lo cual ha provocado que las autoridades comunitarias consideren que, además de violar los contratos y sus compromisos, la empresa no está haciendo todo lo posible por abastecer a la sociedad de la Unión. Siguiendo esta opinión, la Unión Europea ha habilitado un mecanismo legal que permite a los Estados miembros bloquear la exportación de vacunas cuando estos consideren que se está cuestionando el suministro para Europa. Este mecanismo, reflejado en un reglamento comunitario, afirma basarse en los principios de "reciprocidad" y "proporcionalidad". Un ejemplo de la desconfianza mutua entre la empresa y la Unión fue el incidente ocurrido en Italia, en el que las autoridades del país descubrieron, gracias a la alerta del comisario europeo de Mercado Interior, Thierry Breton, un cargamento de 29 millones de vacunas de AstraZeneca escondidas en un almacén. Además, el 26 de abril la comisaria europea Stella Kyriakides anunció que la Comisión Europea había denunciado ante los tribunales a la empresa por incumplir sus compromisos.
Sin embargo, la polémica pública con AstraZeneca no solo ha existido en lo referente al suministro de vacunas por parte de la empresa, pues ha habido algunos cambios de criterio en lo referente a qué grupos prioritarios son los que deben ser vacunados con esta vacuna. Tras la aparición de 11 casos de trombosis extrañas en la Unión Europea, el 15 de marzo de 2021 España decidió suspender por un tiempo de dos semanas el uso de la vacuna en cualquier sector de la población. Sin embargo, la suspensión tan solo se prolongó por una semana, pues tras un dictamen de la Agencia Europea del Medicamento, se acordó el 22 de marzo retomar la campaña con esta marca. En el citado dictamen, la Agencia no descartaba que pudiera haber una relación entre los trombos y la vacuna, pero afirmaba que los beneficios "superan" a los riesgos. Además, el Consejo Interterritorial de Salud acordó que, tras este restablecimiento, se ampliaría el uso de la vacuna de los menores de 55 años a los de 65 años. De esta forma, se solucionaba la paradoja de que el personal esencial más envejecido (policías, docentes y militares entre los 55 y los 65 años de edad, es decir, los más cercanos a la jubilación) no pudiera vacunarse como sí estaban haciendo sus compañeros más jóvenes.
Sin embargo, el nuevo criterio no se mantuvo vigente por mucho tiempo. Se fueron conociendo algunos casos de trombos en personas jóvenes sucedidos en España, tras la aplicación de la vacuna, y en algunos se acabó concluyendo que había una relación de causalidad con la vacuna. Ante estos casos en el conjunto de la Unión Europea, la Agencia Europea del Medicamento abrió una investigación acerca de la posible relación entre los trombos y la vacuna. Tras llevar a cabo las investigaciones pertinentes, el 7 de abril de 2020, la Agencia concluyó que los inusuales trombos "deben incluirse como un raro efecto secundario" de la vacuna de AstraZeneca, si bien destacó que "la combinación registrada de coágulos sanguíneos y plaquetas bajas en sangre es muy rara, y los beneficios generales de la vacuna en la prevención de covid-19 superan los riesgos de efectos secundarios". Ese mismo día, por la noche, y pese a que la Agencia no había recomendado ninguna limitación de edad o sexo, el Consejo Interterritorial acordó suspender definitivamente la vacunación con AstraZeneca en las personas menores de 60 años, tal y como informó a la sociedad española la ministra de Sanidad, Carolina Darias San Sebastián.
Tras la suspensión de la vacuna de AstraZeneca en menores de 60 años, se continuó con la vacunación de la franja de edad entre los 60 y los 65 años, que se había comenzado a vacunar justo en el ínterin entre la ampliación del límite de edad de 55 a 65 años y la suspensión de la vacuna en menores de 60. Por otra parte, se suspendió la vacunación en el personal esencial menor de 60 años y las segundas dosis de unos 2 millones de personas pertenecientes a este colectivo, que teóricamente habían de ponerse a partir de mayo, quedaron en suspenso. En la actualidad, el Instituto de Salud Carlos III está desarrollando un ensayo científico denominado CombiVacs acerca de la posibilidad de combinar la primera dosis de AstraZeneca con una segunda dosis de otra marca. Tampoco se ha descartado la posibilidad de no aplicar segunda dosis a este grupo de personas o la de aplicarles la de AstraZeneca pese a la limitación de edad. Esta última es la opción que ha recomendado la Agencia Europea del Medicamento, si bien la decisión definitiva a nivel español está por tomar.
En la actualidad, el número de vacunas disponibles por semana ha aumentado considerablemente, gracias al empuje de Pfizer, que está mandando 1,7 millones de vacunas semanales a lo largo del mes de mayo de 2021, llegando estas a España cada lunes. Los mayores de 80 años llevan desde finales de abril vacunados en su totalidad, y las dosis de Pfizer y Moderna se están empleando en el colectivo de personas de 70 a 79 años, a las que generalmente se las va llamando de mayor a menor edad. La vacuna de AstraZeneca se está empleando en personas de 60 a 65, y a medida que las autonomías ya están vacunando a gran parte de este grupo, se está empezando a usar en personas de 66 a 69 años.
La cuarta vacuna en llegar a España es la desarrollada por Janssen Pharmaceutica (Johnson & Johnson), que fue autorizada por la Agencia Europea del Medicamento el 11 de marzo. Sin embargo, tras unos casos de trombos muy extraños ocurridos en Estados Unidos asociados a la vacuna, el 13 de abril la propia empresa suspendió su primera entrega a la espera de ver los resultados de las investigaciones científicas. El 20 de abril de 2021, la Agencia concluyó que, si bien existe un "posible vínculo” entre la vacuna de Janssen y ocho casos muy extraños de trombos detectados en Estados Unidos sobre un total de siete millones de personas, “la relación global entre riesgos y beneficios sigue siendo positiva”. El 21 de abril el Ministerio de Sanidad repartió la vacuna por todo el país. Al ser una vacuna monodosis (frente al resto de las aplicadas hasta la fecha, que requieren de dos dosis para alcanzar la inmunización), se espera que ayude a acelerar aún más la velocidad de la campaña de vacunación española.

## Opinión pública

### Datos aportados por el Centro de Investigaciones Sociológicas
Según el Centro de Investigaciones Sociológicas (CIS), organismo público español encargado de conocer la opinión pública de la sociedad con respecto a diferentes temas, estos son los datos sobre la aceptación de la vacuna entre la población española:
|            |                                                                    | Oct 2020 | Nov 2020 | Dic 2020 | Ene 2021 | Feb 2021 | Mar 2021 | Abr 2021 | May 2021 | Jun 2021 |
| ---------- | ------------------------------------------------------------------ | -------- | -------- | -------- | -------- | -------- | -------- | -------- | -------- | -------- |
| Sí         | Sí                                                                 | 40,2%    | 36,8%    | 40,5%    | 72,5%    | 82,9%    | 82,5%    | 70,4%    | 53,2%    | 37,8%    |
| Sí         | Ya le/la han vacunado contra la COVID-19                           | -        | -        | -        | -        | -        | 5,1%     | 15,0%    | 37,7%    | 55,1%    |
| Sí         | Sí, según el origen de la vacuna                                   | 0,2%     | 0,1%     | 0,6%     | 0,2%     | 0,4%     | 0,6%     | 2,4%     | 1,2%     | 0,4%     |
| Sí         | Sí, si tiene garantías, si está probada, si es fiable              | 2,2%     | 1,4%     | 16,2%    | 2,5%     | 1,8%     | 0,9%     | 1,6%     | 0,5%     | 0,2%     |
| Sí         | Sí, por consejo de las autoridades, científicos/as o sanitarios/as | 0,2%     | 0,3%     | 3,6%     | 1,3%     | 0,9%     | 0,3%     | 0,4%     | 0,3%     | 0,1%     |
| Sí         | Sí, si hay información suficiente                                  | 0,2%     | 0,0%     | 3,2%     | 0,8%     | 0,4%     | 0,2%     | 0,3%     | 0,2%     | 0,1%     |
| Sí         | Total Sí                                                           | 43,0%    | 38,6%    | 64,1%    | 77,3%    | 86,4%    | 89,6%    | 90,1%    | 93,1%    | 93,7%    |
| No         | No                                                                 | 43,8%    | 47,0%    | 28,0%    | 16,5%    | 6,5%     | 5,4%     | 5,3%     | 3,7%     | 3,6%     |
| No         | Total No                                                           | 43,8%    | 47,0%    | 28,0%    | 16,5%    | 6,5%     | 5,4%     | 5,3%     | 3,7%     | 3,6%     |
| NS + NC    | No sabe, duda                                                      | 12,4%    | 13,4%    | 5,3%     | 4,5%     | 5,5%     | 3,8%     | 3,3%     | 2,4%     | 1,8%     |
| NS + NC    | Otras respuestas                                                   | 0,6%     | 0,7%     | 2,5%     | 1,7%     | 1,6%     | 1,0%     | 1,3%     | 0,7%     | 0,6%     |
| NS + NC    | N.C. (No contesta)                                                 | 0,4%     | 0,3%     | 0,1%     | 0,1%     | 0,1%     | 0,0%     | 0,1%     | 0,0%     | 0,1%     |
| NS + NC    | Total NS/NC (Otras respuestas)                                     | 13,4%    | 14,4%    | 7,9%     | 6,3%     | 7,2%     | 4,8%     | 4,7%     | 3,1%     | 2,5%     |
| Muestra    | Muestra                                                            | 2.924    | 3.853    | 3.817    | 3.852    | 3.869    | 3.820    | 3.823    | 3.814    | 3.814    |
| Referencia | Referencia                                                         | [ 73 ]   | [ 74 ]   | [ 75 ]   | [ 76 ]   | [ 77 ]   | [ 78 ]   | [ 79 ]   | [ 80 ]   | [ 81 ]   |

A partir de febrero de 2021, el CIS empezó a preguntar entre quienes no estarían dispuestos a vacunarse cuando llegara su turno por sus motivos, obteniendo los siguientes motivos:
|                                                                              | Febrero de 2021 | Febrero de 2021 | Marzo de 2021 | Marzo de 2021   | Abril de 2021 | Abril de 2021   | Mayo de 2021 | Mayo de 2021    | Junio de 2021 | Junio de 2021   |
|                                                                              | % pregunta      | % total muestra | % pregunta    | % total muestra | % pregunta    | % total muestra | % pregunta   | % total muestra | % pregunta    | % total muestra |
| ---------------------------------------------------------------------------- | --------------- | --------------- | ------------- | --------------- | ------------- | --------------- | ------------ | --------------- | ------------- | --------------- |
| No se fía de estas vacunas                                                   | 31,2%           | 2,0280%         | 29,3%         | 1,5822%         | 34,6%         | 1,8338%         | 25,3%        | 0,9361%         | 35,4%         | 1,2744%         |
| Por miedo a que tengan riesgos para la salud/efectos secundarios-colaterales | 18,5%           | 1,2025%         | 20,1%         | 1,0854%         | 25,3%         | 1,3409%         | 25,3%        | 0,9361%         | 15,6%         | 0,5616%         |
| Es contrario a todas las vacunas en general                                  | 4,3%            | 0,2795%         | 1,7%          | 0,0981%         | 3,1%          | 0,1643%         | 4,4%         | 0,1628%         | 7,1%          | 0,2556%         |
| Prefiere esperar para ver cómo funcionan                                     | 9,2%            | 0,5980%         | 6,0%          | 0,3240%         | 3,5%          | 0,1855%         | 7,7%         | 0,2849%         | 6,9%          | 0,2484%         |
| No cree que sean eficaces                                                    | 8,3%            | 0,5395%         | 7,1%          | 0,3834%         | 5,2%          | 0,2756%         | 8,7%         | 0,3219%         | 5,2%          | 0,1872%         |
| No lo considera necesario (sin especificar)                                  | -               | -               | 4,6%          | 0,2484%         | 3,7%          | 0,1961%         | 7,3%         | 0,2701%         | 4,7%          | 0,1692%         |
| Por falta de garantías: pocos ensayos, prematura, falta de análisis          | 4,6%            | 0,2990%         | 4,6%          | 0,2484%         | 3,7%          | 0,1961%         | 4,2%         | 0,1554%         | 3,1%          | 0,1116%         |
| Negación de la COVID-19                                                      | -               | -               | 3,1%          | 0,1674%         | 2,8%          | 0,1484%         | 0,7%         | 0,0259%         | 3,1%          | 0,1116%         |
| Por tener pocas probabilidades de contagio                                   | 3,2%            | 0,2080%         | 3,5%          | 0,1890%         | 1,0%          | 0,0530%         | 4,8%         | 0,1776%         | 3,0%          | 0,1080%         |
| Por tener alergias, otras enfermedades o tratamientos, lactancia, embarazo   | 3,0%            | 0,1950%         | 2,1%          | 0,1134%         | 3,6%          | 0,1908%         | 3,7%         | 0,1369%         | 2,3%          | 0,0828%         |
| Por haber pasado la COVID-19                                                 | -               | -               | 4,6%          | 0,2484%         | 3,4%          | 0,1802%         | 0,2%         | 0,0074%         | 2,2%          | 0,0792%         |
| Por falta de información                                                     | 1,5%            | 0,0975%         | 3,7%          | 0,1998%         | 1,1%          | 0,0583%         | 0,7%         | 0,0259%         | 1,4%          | 0,0504%         |
| Hay otras personas más vulnerables o de mayor riesgo                         | 0,8%            | 0,052%          | 1,0%          | 0,0540%         | -             | -               | -            | -               | 0,8%          | 0,0288%         |
| No se vacuna nunca                                                           | 1,0%            | 0,0650%         | 1,5%          | 0,0810%         | 1,6%          | 0,0848%         | 1,5%         | 0,0555%         | -             | -               |
| Por otra razón                                                               | 12,9%           | 0,8385%         | 4,9%          | 0,2646%         | 5,8%          | 0,3074%         | 3,1%         | 0,1147%         | 7,3%          | 0,2628%         |
| No lo sabe, duda                                                             | 1,3%            | 0,0845%         | 1,9%          | 0,1026%         | 1,0%          | 0,0530%         | 1,8%         | 0,0666%         | -             | -               |
| N.C. (No contesta)                                                           | 0,2%            | 0,0130%         | -             | -               | 0,5%          | 0,0265%         | 0,8%         | 0,0296%         | 1,9%          | 0,0684%         |
| Muestra                                                                      | 251             | 3.869           | 208           | 3.820           | 203           | 3.823           | 143          | 3.814           | 138           | 3.814           |
| Referencia                                                                   | [ 77 ]          | [ 77 ]          | [ 78 ]        | [ 78 ]          | [ 79 ]        | [ 79 ]          | [ 80 ]       | [ 80 ]          | [ 81 ]        | [ 81 ]          |

### Campañas de concienciación a la población
Pese al alto porcentaje de españoles dispuestos a recibir la vacuna, diversas administraciones públicas han desarrollado y siguen desarrollando diferentes campañas de concienciación dirigidas al conjunto de la población sobre la importancia de vacunarse para frenar la pandemia de COVID-19. Las campañas han sido las siguientes:
- La Agencia Española de Medicamentos y Productos Sanitarios (AEMPS) lanzó el 21 de diciembre de 2020 una campaña de concienciación acerca de la seguridad de la vacunación contra el COVID-19. El lema escogido fue "Vacunas con garantías", y pretendió explicar el por qué de un desarrollo tan rápido y excepcional de las vacunas contra el SARS-CoV-2. La campaña hacía énfasis en que no se habían escatimado recursos y que en ningún caso se habían bajado los estándares requeridos de seguridad.[82] La campaña consistió en un vídeo divulgativo en el que aparecían la directora de la Agencia Española de Medicamentos y Productos Sanitarios y representante de España en el comité europeo de garantía de acceso a la vacuna frente a la COVID-19, María Jesús Lamas Díaz; Agustín Portela, biólogo, experto de la AEMPS en vacunas y miembro del grupo evaluador europeo de las vacunas contra la COVID-19; y Juan Estévez, técnico de ensayos clínicos de la AEMPS y responsable evaluador de los ensayos clínicos en hospitales españoles.[83] En el vídeo se explicaban las fases de investigación, desarrollo y aprobación de la vacuna, incluyendo los ensayos clínicos. Además, se elaboraron más vídeos recordando las vacunas de otras enfermedades erradicadas o desaparecidas de España gracias a las mismas: la polio, la rubeola y la viruela, así como infografías sobre cómo funcionan las vacunas, su proceso de desarrollo, los ensayos clínicos, su evaluación y autorización y su compra.[84]
- El 13 de abril de 2021, la Comunidad de Madrid lanzó un vídeo en el que múltiples personalidades repetían de forma desinteresada el lema "Vacunarse es seguro y es imprescindible", además de otros como "No hay que tener miedo a vacunarse" y "La vacuna es la solución". Los participantes fueron Ana Rosa Quintana Hortal, Rafael Álvarez (El Brujo), Susanna Griso Raventós, Enrique Cerezo Torres, Carmen Lomana (Carmen Fernández-Lomana Gutíerrez-García), Antonio Resines (Antonio Fernández Resines), Fabiola Martínez Benavides, Joaquín Prat Sandberg, Pepa Muñoz, Emilio Butragueño Santos y Belén Esteban Menéndez, quien cerraba el vídeo afirmando "Vacunarse es seguro y, sobre todo, es imprescindible. ¡Todo el mundo a vacunarse!".[85]
- El Ministerio de Sanidad lanzó el 16 de abril de 2021 una campaña titulada "Yo me vacuno seguro" ("#YoMeVacunoSeguro"), con una doble vertiente: acentuar la importancia de vacunarse todas las personas (la expresión "hacer algo seguro" es que algo se va a hacer sin ninguna duda) y trasladar a la población la seguridad de las vacunas "vacunarse seguro", es decir, "con seguridad"). La campaña, desplegada en todos los medios de comunicación (incluyendo Internet y distintas plataformas), contó con 3 vídeos principales (que contaban con versiones largas y cortas, así como subtituladas al catalán, al gallego, al valenciano y al euskera), protagonizados por 3 personas distintas: Vera Rodríguez, una enfermera que recordaba el daño social provocado por la pandemia y la necesidad de acabar con ella; Sofía Zúñiga, una viróloga que resaltaba la eficacia y la seguridad de las vacunas; y Juan Contreras, un ciudadano jubilado que se emocionaba al recordar el año tan duro que había pasado alejado de sus nietos. Al acabar, todos repetían "Yo me vacuno seguro". Los vídeos, así como imágenes complementarias y el hashtag "YoMeVacunoSeguro" fueron compartidos por todos los perfiles de la Administración General del Estado, así como por todos sus principales directivos y algunos perfiles autonómicos.[86][87]
- El 18 de abril de 2021, la Generalidad de Cataluña lanzó una campaña de concienciación sobre la vacunación en la que diferentes famosos y personajes conocidos, así como ciudadanos anónimos, se arremangaban una manga de su camiseta, simbolizando su disposición a vacunarse. En el vídeo aparecían Antoni Trilla García (doctor epidemiólogo), Judit Mascó Palau (modelo), Ramón Pellicer Colillas (periodista), Josefa Pérez (primera vacunada en la comunidad autónoma), Contxita Barbeta (primera sanitaria vacunada en la comunidad autónoma), Boris Mir (profesor), Pichi Alonso (Ángel Alonso Herrera, comentarista deportivo), Ventura Pons Sala (director de cine), un médico de familia y una enfermera). El vídeo acababa solicitando a la ciudadanía que se asegurase de que su teléfono estaba actualizado en la web lamevasalut.gencat.cat, a fin de ser avisados para ser vacunados cuando les tocara.[88]
- El 27 de abril de 2021, el Ayuntamiento de Manresa y el Colegio de Médicos de Barcelona presentaron una campaña titulada "Manresa es vacuna" ("Manresa se vacuna"), que contó con la colaboración del Departamento de Salud de la Generalidad de Cataluña. En el vídeo se combinaban profesionales sanitarios y sociosanitarios de centros de salud, hospitales, residencias y unidades móviles, además de representantes empresariales, estudiantiles, sociales, deportivos o del consistorio, junto con los siguientes famosos: Núria Bacardit, Manel Estiarte Duocastella, Jordi Cruz Mas, Francesc Soria, Míriam Ponsa, sor Lucía Caram Padilla, Jordi Wild (Jordi Carrillo de Albornoz Torres) y Pep Guardiola i Sala.[89]

## Estadísticas

### Por autonomía
En la siguiente tabla se detalla el número de dosis entregadas y administradas por autonomía. Los datos de las Fuerzas Armadas y de sanidad exterior (las vacunas administradas en el ámbito del servicio exterior del Ministerio de Asuntos Exteriores, Unión Europea y Cooperación para los miembros de la Administración en el exterior y el servicio diplomático) computan en el total a nivel nacional.
La población diana (p. diana) es toda la población española que tiene 12 años o más, mientras que la población total (p. t.) incluye al conjunto poblacional sin exclusión alguna. Por otra parte, las abreviaturas de las marcas de la vacuna son las siguientes:
- "P": Pfizer-BioNTech
- "M": Moderna
- "AZ": AstraZeneca-Oxford
- "J": Janssen (Johnson & Johnson)

| Vacunación en España por autonomía a 20 de septiembre de 2021 | Vacunación en España por autonomía a 20 de septiembre de 2021 | Vacunación en España por autonomía a 20 de septiembre de 2021 | Vacunación en España por autonomía a 20 de septiembre de 2021 | Vacunación en España por autonomía a 20 de septiembre de 2021 | Vacunación en España por autonomía a 20 de septiembre de 2021 | Vacunación en España por autonomía a 20 de septiembre de 2021 | Vacunación en España por autonomía a 20 de septiembre de 2021 | Vacunación en España por autonomía a 20 de septiembre de 2021 | Vacunación en España por autonomía a 20 de septiembre de 2021 | Vacunación en España por autonomía a 20 de septiembre de 2021 |
| Comunidad autónoma                                            | Dosis entregadas                                              | Dosis entregadas                                              | Dosis entregadas                                              | Dosis entregadas                                              | Dosis entregadas                                              | Dosis administradas                                           | Dosis administradas                                           | Población (2020)                                              | Personas con pauta completa                                   | Personas con pauta completa                                   |
| Comunidad autónoma                                            | Pfizer                                                        | Moderna                                                       | AstraZeneca                                                   | Janssen                                                       | Total                                                         | Total                                                         | %                                                             | Población (2020)                                              | Total                                                         | %                                                             |
| ------------------------------------------------------------- | ------------------------------------------------------------- | ------------------------------------------------------------- | ------------------------------------------------------------- | ------------------------------------------------------------- | ------------------------------------------------------------- | ------------------------------------------------------------- | ------------------------------------------------------------- | ------------------------------------------------------------- | ------------------------------------------------------------- | ------------------------------------------------------------- |
| Andalucía                                                     | 9 306 270                                                     | 2 019 500                                                     | 1 603 000                                                     | 463 400                                                       | 13 392 170                                                    | 12 542 898                                                    | 93,7%                                                         | 8 464 411                                                     | 6 490 340                                                     | 76,67%                                                        |
| Aragón                                                        | 1 508 445                                                     | 275 200                                                       | 265 100                                                       | 64 700                                                        | 2 113 445                                                     | 1 948 925                                                     | 92,2%                                                         | 1 329 391                                                     | 1 018 424                                                     | 76,60%                                                        |
| Asturias                                                      | 1 200 155                                                     | 162 000                                                       | 220 900                                                       | 49 700                                                        | 1 632 755                                                     | 1 644 879                                                     | 100,7%                                                        | 1 018 784                                                     | 848 881                                                       | 83,32%                                                        |
| Islas Baleares                                                | 1 272 150                                                     | 305 100                                                       | 256 400                                                       | 57 600                                                        | 1 891 250                                                     | 1 561 044                                                     | 82,5%                                                         | 1 171 543                                                     | 811 179                                                       | 69,24%                                                        |
| Islas Canarias                                                | 2 324 760                                                     | 574 700                                                       | 455 800                                                       | 133 650                                                       | 3 488 910                                                     | 3 082 735                                                     | 88,4%                                                         | 2 175 952                                                     | 1 594 010                                                     | 73,25%                                                        |
| Cantabria                                                     | 666 465                                                       | 114 900                                                       | 125 200                                                       | 24 950                                                        | 931 515                                                       | 887 135                                                       | 95,2%                                                         | 582 905                                                       | 453 821                                                       | 77,85%                                                        |
| Castilla-La Mancha                                            | 2 256 795                                                     | 446 800                                                       | 411 700                                                       | 101 375                                                       | 3 216 670                                                     | 2 952 083                                                     | 91,8%                                                         | 2 045 221                                                     | 1 516 321                                                     | 74,13%                                                        |
| Castilla y León                                               | 2 819 415                                                     | 412 400                                                       | 481 200                                                       | 102 200                                                       | 3 815 215                                                     | 3 676 926                                                     | 96,4%                                                         | 2 394 918                                                     | 1 912 497                                                     | 79,85%                                                        |
| Cataluña                                                      | 8 368 460                                                     | 1 604 900                                                     | 1 514 300                                                     | 375 750                                                       | 11 863 410                                                    | 10 795 242                                                    | 91,0%                                                         | 7 780 479                                                     | 5 615 945                                                     | 72,17%                                                        |
| Ceuta                                                         | 95 580                                                        | 22 400                                                        | 18 100                                                        | 4150                                                          | 140 230                                                       | 108 895                                                       | 77,7%                                                         | 84 202                                                        | 56 262                                                        | 66,81%                                                        |
| C. Valenciana                                                 | 5 719 150                                                     | 1 213 650                                                     | 863 900                                                       | 213 450                                                       | 8 010 150                                                     | 7 450 805                                                     | 93,0%                                                         | 5 057 353                                                     | 3 866 367                                                     | 76,45%                                                        |
| Extremadura                                                   | 1 216 295                                                     | 218 200                                                       | 186 000                                                       | 51 750                                                        | 1 672 245                                                     | 1 666 965                                                     | 99,7%                                                         | 1 063 987                                                     | 863 450                                                       | 81,15%                                                        |
| Galicia                                                       | 3 117 589                                                     | 507 400                                                       | 573 400                                                       | 12 270                                                        | 4 321 089                                                     | 4 321 801                                                     | 100%                                                          | 2 701 819                                                     | 2 235 381                                                     | 82,73%                                                        |
| C. de Madrid                                                  | 7 602 579                                                     | 1 645 800                                                     | 1 220 900                                                     | 321 450                                                       | 10 790 729                                                    | 9 546 506                                                     | 88,5%                                                         | 6 779 888                                                     | 4 999 281                                                     | 73,73%                                                        |
| Melilla                                                       | 96 750                                                        | 23 500                                                        | 15 100                                                        | 5750                                                          | 141 100                                                       | 98 746                                                        | 70,0%                                                         | 87 076                                                        | 52 402                                                        | 60,17%                                                        |
| Región de Murcia                                              | 1 687 865                                                     | 398 000                                                       | 253 100                                                       | 68 300                                                        | 2 407 265                                                     | 2 173 120                                                     | 90,3%                                                         | 1 511 251                                                     | 1 123 389                                                     | 74,33%                                                        |
| Navarra                                                       | 734 325                                                       | 151 500                                                       | 136 600                                                       | 32 750                                                        | 1 055 175                                                     | 958 545                                                       | 90,8%                                                         | 661 197                                                       | 504 160                                                       | 76,24%                                                        |
| País Vasco                                                    | 2 484 900                                                     | 526 100                                                       | 444 200                                                       | 110 850                                                       | 3 566 050                                                     | 3 271 272                                                     | 91,7%                                                         | 2 220 504                                                     | 1 707 475                                                     | 76,89%                                                        |
| La Rioja                                                      | 369 785                                                       | 67 600                                                        | 53 300                                                        | 15 200                                                        | 505 885                                                       | 467 002                                                       | 92,3%                                                         | 319 914                                                       | 246 207                                                       | 76,96%                                                        |
| España                                                        | 52 895 871                                                    | 10 752 630                                                    | 9 202 000                                                     | 2 324 960                                                     | 75 175 461                                                    | 69 332 829                                                    | 92,2%                                                         | 47 450 795                                                    | 36 005 546                                                    | 75,87%                                                        |